# Montezuma Township (Illinois)
Pour les articles homonymes, voir Montezuma Township.
Montezuma Township est un township du comté de Pike dans l'Illinois, aux États-Unis,. En 2010, le township comptait une population de 540 habitants.

## Géographie
Montezuma Township possède une superficie totale de 89,2 km2, dont 87,4 km2 de terre, soit 97,98 %, et 1,8 km2 d'eau, soit 2,02 %.

## Source de la traduction
- (en) Cet article est partiellement ou en totalité issu de l’article de Wikipédia en anglais intitulé « Montezuma Township, Pike County, Illinois » (voir la liste des auteurs).